# Derecho aborigen canadiense

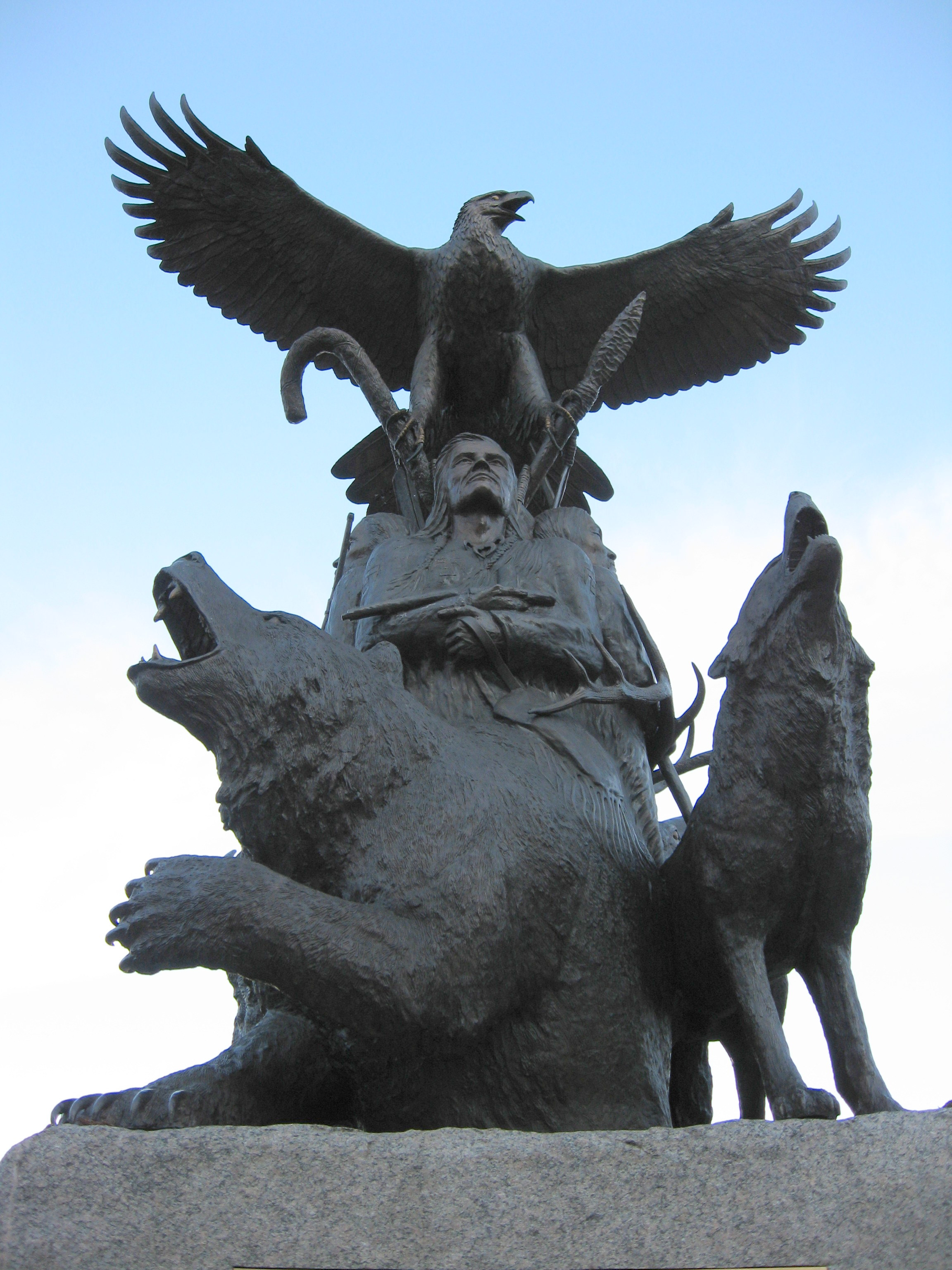
Monumento a los veteranos de guerra aborígenes en el Parque de la Confederación, Ottawa, Canadá.

El derecho aborigen canadiense es el cuerpo de leyes de Canadá que se refiere a una variedad de temas relacionados con los pueblos indígenas en Canadá. El derecho aborigen canadiense es diferente del derecho indígena canadiense: en Canadá, la ley indígena se refiere a las tradiciones, costumbres y prácticas legales de los pueblos y grupos indígenas. Pueblos aborígenes como sustantivo colectivo es un término técnico específico utilizado en documentos legales, incluida el Acta constitucional de 1982, e incluye a las Primeras Naciones, los inuit y los métis. El derecho aborigen canadiense proporciona ciertos derechos constitucionalmente reconocidos a la tierra y las prácticas tradicionales; además hace cumplir e interpreta ciertos tratados entre la Corona y los pueblos indígenas, y gestiona gran parte de su interacción. Un área importante del derecho aborigen involucra el deber de consultar y acomodar.

### Derecho aborigen
El derecho aborigen se basa en una variedad de fuentes legales escritas y no escritas. La Proclamación Real de 1763 es el documento fundacional que crea derechos territoriales especiales para los pueblos indígenas dentro de Canadá (que se llamó «Quebec» en 1763).
La sección 91 (24) del Acta constitucional de 1867 otorga al parlamento federal el poder exclusivo de legislar en asuntos relacionados con «Indios y Tierras reservadas para los indios». En virtud de esta potestad, ese órgano legislativo ha promulgado el Acta Indígena, el Acta de Administración de Tierras de las Primeras Naciones, el Acta Indígena de Petróleo y Gas, el Acta del Departamento de Relaciones Indígenas de la Corona y Asuntos del Norte  y el Acta del Departamento de Servicios Indígenas. 
La Parte II de la Ley Constitucional de 1982 reconoce los derechos territoriales y los tratados aborígenes, siendo particularmente importante la sección 35. El reconocimiento de los derechos aborígenes de la Sección 35 se refiere a una antigua fuente de derechos aborígenes en la costumbre.

### Derecho indígena
El derecho indígena canadiense se refiere a los sistemas legales propios de los pueblos indígenas. Esto incluye las leyes y los procesos legales desarrollados por los grupos indígenas para gobernar sus relaciones, administrar sus recursos naturales y manejar conflictos. El derecho indígena se desarrolla a partir de una variedad de fuentes e instituciones que difieren según las tradiciones jurídicas.

### Autogobierno indígena
El autogobierno indígena o aborigen se refiere a las propuestas para dar a los gobiernos que representan a los pueblos indígenas de Canadá mayores poderes de gobierno. Estas propuestas van desde otorgar a los gobiernos aborígenes poderes similares a los de los gobiernos locales de Canadá hasta exigir que se reconozca a los gobiernos indígenas como soberanos y capaces de entablar negociaciones «de nación a nación» en pie de igualdad jurídica con la Corona (es decir, el Estado canadiense), así como muchas otras variantes.

## Tratados
La Corona canadiense y los pueblos indígenas comenzaron a interactuar durante el periodo de colonización europea. Muchos acuerdos firmados antes de la Confederación de Canadá están reconocidos en la legislación canadiense, como los Tratados de Paz y Amistad, los Tratados Robinson, los Tratados Douglas y muchos otros. Tras la adquisición por Canadá de la Tierra de Rupert y el Territorio del Noroeste en 1870, se firmaron once tratados numerados entre las Primeras Naciones y la Corona entre 1871 y 1921. Estos tratados son acuerdos con la Corona administrados por el derecho aborigen canadiense y supervisados por el ministro de Relaciones Corona-Indígenas.
En 1973, Canadá volvió a firmar nuevos tratados y acuerdos con los pueblos indígenas para abordar sus reivindicaciones territoriales. El primer tratado moderno aplicado en el nuevo marco fue el Acuerdo de James Bay y el Norte de Quebec en 1970. El Acuerdo sobre Reivindicaciones Territoriales de Nunavut de 1993 condujo a la creación del territorio de mayoría inuit de Nunavut a finales de esa década. La Corona canadiense sigue firmando nuevos tratados con los pueblos indígenas, sobre todo a través del Proceso de Tratados de Columbia Británica.
Según el Acuerdo Político entre las Primeras Naciones y la Corona Federal, «la cooperación será la piedra angular de la asociación entre Canadá y las Primeras Naciones, donde Canadá es la referencia abreviada a Su Majestad la Reina por Derecho de Canadá». El Tribunal Supremo de Canadá argumentó que los tratados «servían para reconciliar la soberanía aborigen preexistente con la soberanía asumida de la Corona, y para definir los derechos aborígenes». Las Primeras Naciones interpretan que los acuerdos contemplados en el tratado 8 duran «mientras brille el sol, crezca la hierba y fluyan los ríos». Sin embargo, el gobierno canadiense ha incumplido con frecuencia a lo largo de los años las obligaciones de la Corona en virtud de los tratados, e intenta resolver estos problemas negociando la reclamación de tierras específicas.